# Germanes Carmelites de Sant Josep
Les Germanes Carmelites de Sant Josep són una congregació religiosa femenina, institut de perfecció de dret pontifici fundat el 1900 a Horta (Catalunya). Les seves germanes posposen al seu nom les sigles H.C.S.J. o G.C.S.J.
No s'han de confondre amb les Carmelites Tereses de Sant Josep, fundades en 1878 a Barcelona, ni amb les Carmelites Terciàries de Sant Josep fundades en 1916 al Salvador i conegudes com a Germanes Carmelites de Sant Josep.

## Història
Creades per Rosa Ojeda i Creus, monja de les Josefines de la Caritat, amb l'ajut i col·laboració del bisbe Josep Morgades. L'Institut de Germanes Carmelites de Sant Josep va ésser fundat el 10 d'octubre de 1900 a la llavors vila independent d'Horta, dedicada al servei dels ancians, dels malalts i a l'ensenyament de nens i joves. La seva finalitat assistencial els ha treballar tant en el camp de l'ensenyament com en el sanitari, a parts iguals, afegint després els asils d'ancians. En 1905 s'aprovaren les constitucions i el 1911 la fundadora i altres germanes van fer-hi els vots perpetus. En 1912, Rosa Ojeda va ésser elegida superior general. La congregació s'agregà a l'orde dels Carmelites Descalços el 14 de gener de 1915. L'aprovació pontifícia definitiva arribà el 16 de juliol de 1977.
La primera casa, la d'Horta, s'ha dedicat sempre a l'assistència vessant sanitària; poc després, en 1913, la congregació es va fer càrrec de la Casa de Lactància de Barcelona, per a nadons i infants, activitat que mantingueren fins al 1936. El 1945 es feren càrrec d'una guarderia municipal al Raval, ja sense activitat assistencial i només d'educació, que tancà el 1981. Els anys cinquanta i seixanta, les carmelites optaren per concentrar les seves activitats a Barcelona al barri d'Horta, però i diversificant-les: Casa General, residència d'ancians (1957) clínica (1971) i el col·legi Regina Carmeli Horta (també conegut com l'escola de les Carmelites d'Horta). (1963).
Mentrestant, va fundar cases a colònies tèxtils i poblacions amb moltes fàbriques properes a Barcelona, per tal de tenir cura dels nens dels treballadors de les fàbriques tèxtils, funcionant com a guarderies i escoles de primeres lletres. Així, per exemple, van obrir-se les cases de Rubí (1915), la Colònia Güell o Sant Feliu de Llobregat (1918), Al Masnou s'obrí una casa per a gent gran.

## Activitat i difusió
És una congregació de dimensions molt petites, que només ha adquirit una certa importància a la mateixa Barcelona. Fora de la ciutat la seva activitat
es limita a unes deu poblacions properes a la capital, i en algunes localitats de la província de Toledo, on manté col·legis. Fora d'Espanya, és present a una casa a Roma i altres a Mèxic i Colòmbia. En total són setze comunitats amb 113 religioses.